# Proteina integrale

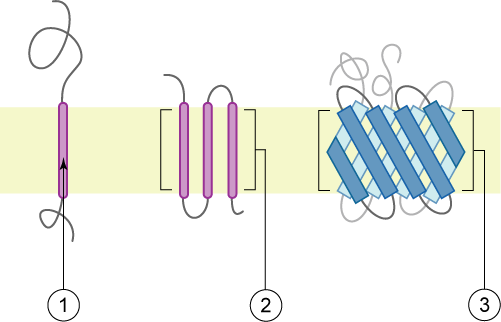
Rappresentazione schematica di proteine transmembrana:
1. proteina a singola α-elica transmembrana (proteina bitopica);
2. proteina ad α-elica transmembrana multipla (proteina politopica);
3. proteina transmembrana a barile β. l
La membrana è rappresentata in marrone chiaro.

Le proteine transmembrana o integrali di membrana sono una tipologia di proteine di membrana. Queste attraversano il doppio strato fosfolipidico affacciandosi con le estremità dalle due facce della membrana; inoltre non possono essere rilasciate con procedimenti di estrazione, in quanto trattenute da un legame particolarmente forte.
In genere, le proteine di membrana non si estendono nell'interno idrofobico del doppio strato lipidico e sono invece attaccate ad una delle facce della membrana da interazioni non covalenti con altre proteine di membrana. Molte proteine di questo tipo possono essere rilasciate dalla membrana con procedimenti di estrazioni, come esposizioni a soluzioni a forza ionica molto alta o molto bassa o a pH estremo, che interferiscono con le interazioni proteina-proteina, ma lasciano intatto il doppio strato lipidico; queste proteine sono dette proteine periferiche di membrana.
Il modo in cui una proteina di membrana si associa con il doppio strato lipidico, riflette la funzione della proteina. Soltanto le proteine transmembrana possono funzionare su entrambi i lati del doppio strato lipidico o trasportare molecole attraverso di essa.
L'alterazione genetica nella sintesi di queste particolari proteine può determinare una serie di patologie ereditarie del metabolismo, che sono classificate tra l'eterogeneo gruppo delle malattie da accumulo lisosomiale.